# Rạch Dâu
Rạch Dâu là một con sông đổ ra Sông Cái Cối. Sông có chiều dài 27 km và diện tích lưu vực là km². Rạch Dâu chảy qua các tỉnh Tiền Giang, Đồng Tháp.